# Bernie Mac
Bernard Jeffrey "Bernie" McCullough (5. října, 1957 Chicago – 9. srpna, 2008) byl americký herec a komik. Měl vlastní televizní show (The Bernie Mac Show; 2001–2006), která byla dvakrát nominována na Cenu Emmy. Jeho nejznámější filmovou rolí se stal Frank Catton v Dannyho parťácích a jejich dvou pokračováních.